# 陆鸣林
陆鸣林（1957年—），广西南宁人，壮族，中华人民共和国政治人物、第十一届全国人民代表大会广西地区代表。
毕业于广西大学自动化专业。加入九三学社。担任广西南宁市多丽电器有限公司副总经理。2008年起担任全国人大代表。